# هیدرودینامیک ذرات هموار

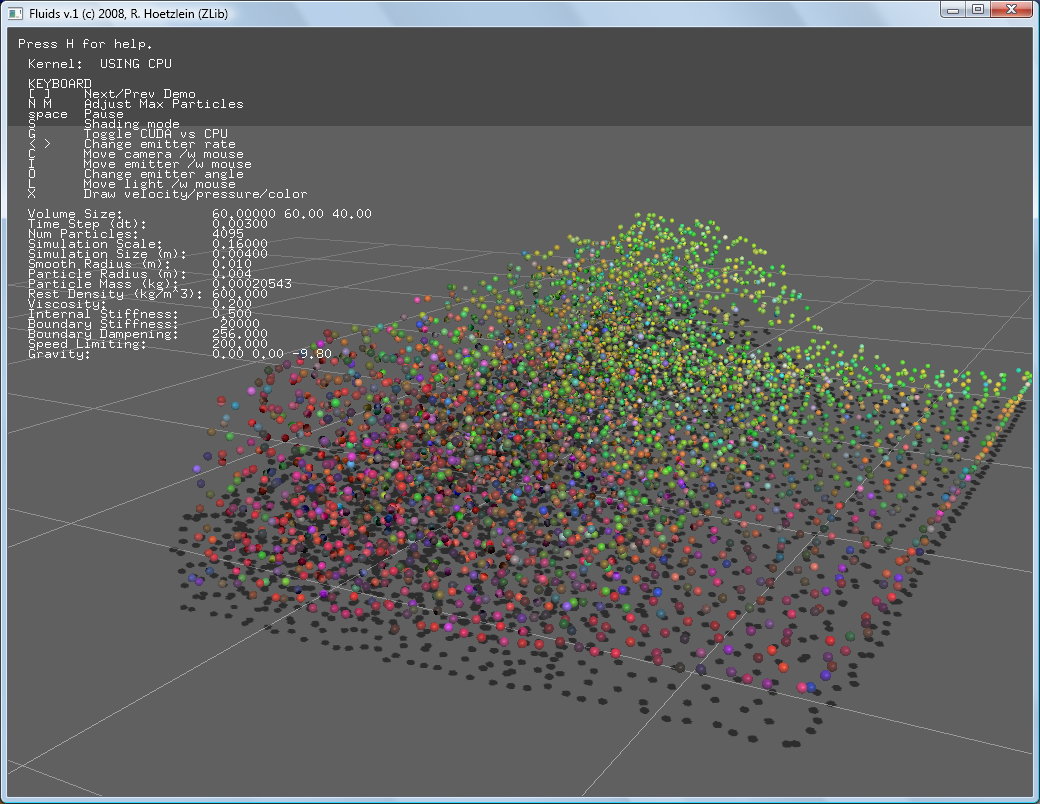
نمای اسکرین‌شات از برنامهٔ کامپیوتری «Fluids v.1». این برنامه بااستفاده از هیدرودینامیک ذرات هموارشده، حرکت سیال را شبیه‌سازی می‌نماید. شبیه‌سازیِ نشان‌داده‌شده در اسکرین‌شات، از ۴۰۹۵ ذره، استفاده می‌کند.

هیدرودینامیک ذرات هموارشده (به انگلیسی Smoothed-particle hydrodynamics) یک روش محاسباتی برای شبیه‌سازی جریان سیالات است. این روش برای شبیه سازی تغییر شکل‌های الاستیک و پلاستیک نیز گسترش داده شده‌است. از این روش در زمینه‌های تحقیقاتی متفاوتی شامل اخترفیزیک، بالستیک، آتشفشان شناسی، سطح آزاد سیالات، جریان‌های چندفازی، انتقال حرارت و انتقال جرم، شکست جامدات ترد، اثر متقابل سیال و سازه بکاربرده شده‌است. این روش مبتنی بر دیدگاه لاگرانژی (دیدگاهی که در آن دستگاه مختصات به همراه حرکت سیال جابه‌جا می‌شود.)  بوده و در آن بر خلاف سایر روش‌های حل عددی، نیازی به مش‌گیری نیست و دقت جواب‌های حاصل از این روش به راحتی با توجه به دقت سایر کمیت‌های مسئله قابل یافتن است.

## روش
هیدرودینامیک ذرات هموار (SPH)، روشی بر مبنای تقسیم سیال به مجموعه‌ای از اجزا (المان‌ها)ی جدا از هم، که ذرات سیال نامیده می‌شوند، است. این ذرات دارای فاصله‌ای فضایی نسبت به هم هستند که از این فاصله با نام «طول هموارسازی» یاد می‌شود و در معادلات با حرف h ظاهر می‌شود. در این فاصله فضایی، خواص سیال توسط توابع کرنل هموارسازی می‌شوند؛ به این مفهوم که هرگاه به دنبال یافتن مقدار کمیتی از سیال باشیم، می‌بایست مجموع خاصیت‌های مرتبط تمامی ذراتی را که درون حوزه کرنل قرار می‌گیرند، به‌دست آوریم. برای مثال با استفاده از یکی از تکنیک‌های این روش که به نوار باریک مکعبی موناگان مشهور است، محاسبه دما در موقعیت r، وابسته به دمای همه ذرات موجود در فاصله شعاعی ۲h بر مبنای شعاع r است.
سهم هر ذره در محاسبه یک خاصیت بر اساس فاصله آن از ذره مدنظر دارای وزنی مشخص است و این سهم با تعریف مفهوم تابع چگالی وارد محاسبات می‌شود. به زبان ریاضی، تابع کرنل (W) و خصوصیات آن نقش اساسی در همه محاسبات و کمیت‌ها دارند. توابع کرنلی که در روش SPH از آن‌ها بهره برده می‌شود، شامل توابع گاوسی و اسپلاین‌ها می‌شوند. مقدار اسپلاین‌ها برای ذرات موجود در فاصله‌ای بیش از دو برابر طول هموارسازی، دقیقا برابر صفر است. (بر خلاف توابع گاوسی که حتی در فواصل خیلی دور نیز دارای سهمی هر چند اندک نیز هستند.) این توابع این امکان را فراهم می‌کنند تا از خطاهای محاسباتی حاصل از تخمین خواص ذرات همسایه، جلوگیری شود.